# Julia Szeremeta
Julia Atena Szeremeta (Chełm, 24 de agosto de 2003) é uma pugilista polonesa.

## Carreira
Aos cinco anos de idade, Szeremeta começou a treinar caratê, decidindo mais tarde pelo boxe. Ela treinou inicialmente no MKS II LO Chełm e, depois de se formar no ensino médio, tornou-se competidora de Paco Lublin.
Em 2022, Szeremeta tornou-se campeã polonesa na categoria de 60 kg, derrotando Żaklina Kociołek na final. Um ano depois, ela competiu nos Jogos Europeus de 2023, onde terminou em 5º lugar na categoria de 57 kg após perder nas quartas de final para a búlgara Svetlana Staneva, e também se tornou campeã europeia juvenil na mesma categoria após derrotar Bojana Gojković de Montenegro na final.
Nos Jogos Olímpicos de Verão de 2024, em Paris, conquistou a medalha de prata na disputa de peso pena (até 57 kg).